# Campeonato Pernambucano 2017
In 2017 werd het 103de Campeonato Pernambucano gespeeld voor voetbalclubs uit de Braziliaanse staat Pernambuco. De competitie werd georganiseerd door de FPF en werd gespeeld van 4 januari tot 28 juni. Omdat Santa Cruz, Sport en Náutico deelnamen aan de Copa do Nordeste 2017, speelden zij de eerste fase niet. Santa Cruz werd kampioen.

## Eerste fase
De clubs werden in drie groepen verdeeld. Elke club speelt heen en terug tegen de clubs uit de andere groep, niet uit de eigen groep. De top drie plaatst zich voor de kampioenengroep in de tweede fase, en voor de Campeonato Brasileiro Série D 2018. 

### Groep A
| Plaats | Club                  | Wed. | W | G | V | Saldo | Ptn. |
| ------ | --------------------- | ---- | - | - | - | ----- | ---- |
| 1.     | Salgueiro             | 6    | 5 | 1 | 0 | 11:3  | 16   |
| 2.     | Belo Jardim           | 6    | 4 | 0 | 2 | 8:4   | 12   |
| 3.     | Atlético Pernambucano | 6    | 0 | 3 | 3 | 3:7   | 3    |

|  | Gekwalificeerd voor kampioenengroep tweede fase |
|  | Gekwalificeerd voor degradatiegroep tweede fase |

### Groep B
| Plaats | Club                 | Wed. | W | G | V | Saldo | Ptn. |
| ------ | -------------------- | ---- | - | - | - | ----- | ---- |
| 1.     | Flamengo de Acoverde | 6    | 2 | 3 | 1 | 5:4   | 9    |
| 2.     | Serra Talhada        | 6    | 1 | 2 | 3 | 5:8   | 5    |
| 3.     | América do Recife    | 6    | 1 | 1 | 4 | 4:11  | 4    |

|  | Gekwalificeerd voor kampioenengroep tweede fase |
|  | Gekwalificeerd voor degradatiegroep tweede fase |

### Groep C
| Plaats | Club     | Wed. | W | G | V | Saldo | Ptn. |
| ------ | -------- | ---- | - | - | - | ----- | ---- |
| 1.     | Central  | 6    | 3 | 3 | 0 | 6:1   | 12   |
| 2.     | Vitória  | 6    | 2 | 2 | 2 | 5:5   | 8    |
| 3.     | Afogados | 6    | 0 | 3 | 3 | 2:6   | 3    |

|  | Gekwalificeerd voor kampioenengroep tweede fase |
|  | Gekwalificeerd voor degradatiegroep tweede fase |

## Tweede fase

### Kampioenengroep
| Plaats | Club            | Wed. | W | G | V | Saldo | Ptn. |
| ------ | --------------- | ---- | - | - | - | ----- | ---- |
| 1.     | Salgueiro       | 10   | 7 | 2 | 1 | 17:6  | 23   |
| 2.     | Náutico         | 10   | 5 | 3 | 2 | 15:9  | 18   |
| 3.     | Sport do Recife | 10   | 4 | 5 | 1 | 14:8  | 17   |
| 4.     | Santa Cruz      | 10   | 4 | 4 | 2 | 19:10 | 16   |
| 5.     | Belo Jardim     | 10   | 1 | 2 | 7 | 5:18  | 5    |
| 6.     | Central         | 10   | 1 | 0 | 9 | 9:28  | 3    |

|  | Gekwalificeerd voor derde fase |

### Degradatiegroep
| Plaats | Club                  | Wed. | W | G | V  | Saldo | Ptn. |
| ------ | --------------------- | ---- | - | - | -- | ----- | ---- |
| 1.     | Flamengo de Acoverde  | 10   | 5 | 2 | 3  | 19:14 | 17   |
| 2.     | Afogados              | 10   | 4 | 5 | 1  | 16:11 | 17   |
| 3.     | América do Recife     | 10   | 5 | 1 | 4  | 11:9  | 16   |
| 4.     | Vitória               | 10   | 4 | 4 | 2  | 11:6  | 16   |
| 5.     | Serra Talhada         | 10   | 4 | 4 | 2  | 12:9  | 16   |
| 6.     | Atlético Pernambucano | 10   | 0 | 0 | 10 | 5:25  | 0    |

|  | Degradatie |

## Derde fase
|  | Halve finale | Halve finale | Halve finale |   |       | Finale | Finale | Finale |
|  |              |              |              |   |       |        |        |        |
|  | Sport        | 3            | 1            |   |       |        |        |        |
|  | Náutico      | 2            | 1            |   |       |        |        |        |
|  | Náutico      | 2            | 1            |   | Sport | 1      | 1      |        |
|  |              |              |              |   | Sport | 1      | 1      |        |
|  |              | Salguiero    | 1            | 0 |       |        |        |        |
|  | Santa Cruz   | Salguiero    | 1            | 0 | 1     | 0      |        |        |
|  | Santa Cruz   |              |              |   | 1     | 0      |        |        |
|  | Salguiero    | 0            | 2            |   |       |        |        |        |

Details finale
|            |                 |       |                          |                                |
| 7 mei Heen | Sport do Recife | 1 – 1 | Salguiero                | Estádio Ilha do Retiro, Recife |
| 7 mei Heen | André 27'       |       | 90+11' (pen) Jean Carlos | Estádio Ilha do Retiro, Recife |

| Sport | Salgueiro |

|               |           |                    |       |                       |
| 28 juni Terug | Salguiero | 1 – 0              | Sport | Salgueirão, Salgueiro |
| 28 juni Terug |           | 81' Everton Felipe |       | Salgueirão, Salgueiro |

| Salgueiro | Sport |

### Wedstrijd voor de derde plaats
| Team #1 | Tot.  | Team #2    | 1ste wed | 2de wed |
| ------- | ----- | ---------- | -------- | ------- |
| Náutico | 2 - 3 | Santa Cruz | 1 - 2    | 1 - 1   |

## Kampioen
| Campeonato Pernambucano de 2017 |
| Pernambuco                      |
| ------------------------------- |
| SPORT Kampioen (41° titel)      |